# Vescomtat de Tonquedec
El vescomtat de Tonquedec fou una jurisdicció feudal de Bretanya que va existir al segle xiii.
El primer que porta el títol fou Alan, fill de Geslin de Penthièvre i net d'Enric de Bretanya comte de Tréguier, que el va rebre el 1231. Alan es va casar amb Constança de Vitré i va morir després del 1253; el va succeir el seu fill únic Roland, casat amb Alícia senyora de Landegonnet, mort en data desconeguda, que fou el pare de Prigent, que va rebre el títol de vescomte de Coëtmen, i que després el va succeir a Tonquedec. Es va casar amb Ama de Léon, filla d'Hervé IV vescomte de Léon. El 7 de juny de 1298 va vendre el vescomtat de Léon i els seus estats de Coëtmen i Tonquedec al comte Joan II de Bretanya. Era viu encara el 1300, i va tenir un fill, Guiu, mort el 1330.

## Llista de vescomtes
- Alan 1231-vers 1253
- Roland vers 1253-?
- Prigent ?-1298